# 聖カタリナの神秘の結婚と聖人たち (ロット)

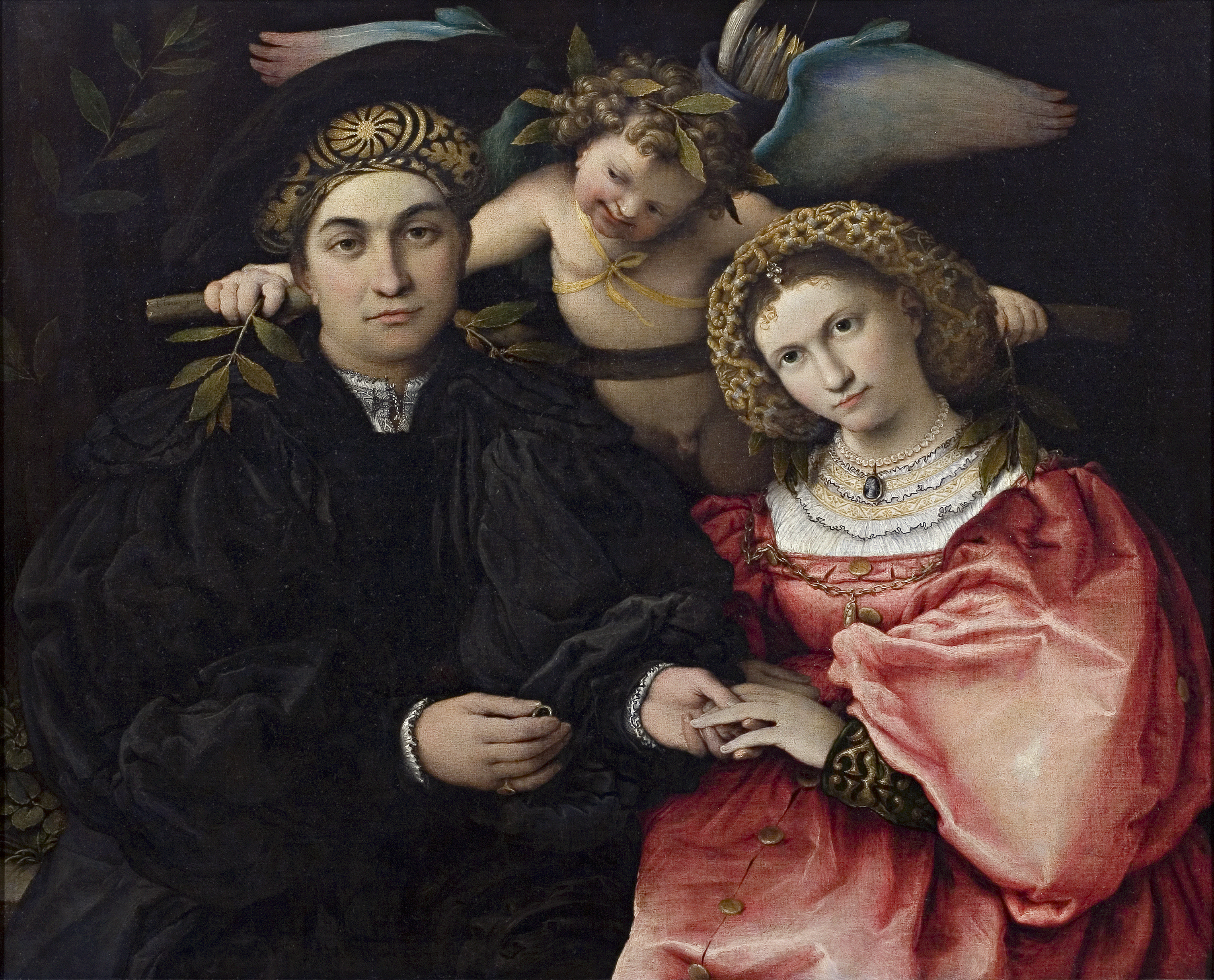
『マルシリオ・カッソッティと妻ファウスティーナの肖像』(1523年)、プラド美術館 (マドリード)

『聖カタリナの神秘の結婚と聖人たち』（せいカタリナのしんぴのけっこんとせいじんたち、伊: Matrimonio mistico di santa Caterina d'Alessandria e santi、英: Mystic Marriage of Saint Catherine and Saints）は、イタリアの盛期ルネサンスのヴェネツィア派の画家ロレンツォ・ロットによるキャンバス上の油彩画で、聖母マリアの玉座に1524年の制作年と署名が記されている。ロットがベルガモで制作していた時期に、本作は商人であったフェリーチェ・カッソッティ (Felice Cassotti) によって依頼され、後にクイリナーレ宮殿に掛けられた。現在は、ローマにあるバルベリーニ宮国立古典絵画館に所蔵されている。

## 作品
フェリーチェ・カッソッティによって依頼された本作は、制作後はカッソッティの息子マルシリオの婚礼用寝室を飾っていた。作品が描かれる前年の1523年、すでにマルシリオ・カッソッティ夫妻は、ロットにより『マルシリオ・カッソッティと妻ファウスティーナの肖像』(プラド美術館、マドリード) に描かれていた。
本作の主題は、「アレクサンドリアの聖カタリナの神秘の結婚」である。彼女は洗礼を受けた後、幻想を見るが、それは、空に天使、聖人たちとともに聖母マリアが現れ、マリアの膝の上に乗った幼子イエス・キリストから花嫁として指輪を受け取るというものであった。
画面で跪く聖カタリナは幼子イエスからバラを受け取っている。バラは愛と殉教の象徴である。聖カタリナの左手にはすでに結婚指輪がつけられている。「聖カタリナの神秘の結婚」を表す通常の作品とは異なり、本作が結婚の場面ではなく結婚後の情景となっているのは、絵画の委嘱と関係があるのかもしれない。前述のように、絵画の所有者マルシリオ・カッソッティは前年に結婚していた。
聖カタリナの帯からはキリストの名の書かれているが下がっている。帯には、天秤を持つ天使のいるメダリオンが描かれている。画面下部左側では聖ヒエロニムスが聖書のページを指で繰っており、その足元には彼のアトリビュート (人物を特定する事物) であるライオンがいる。上部左側には、槍を持った騎士の姿の聖ゲオルギウスがいる。その右横の、聖母の背後に見えるのは矢を持った聖セバスティアヌスである。 画面上部右側では、3つの金の球体と司教杖を持ったミラの聖ニコラウスが鐘を持った修道士の聖アントニウスと話している。他の多くのロットの作品のように、人物像は動きに満ちているようである。